# 列里克區
列里克區是阿塞拜疆的一個區，位於該國南部，西與伊朗為界。面積1,084平方公里，人口85,308人。首府列里克。
1930年設區。

## 照片

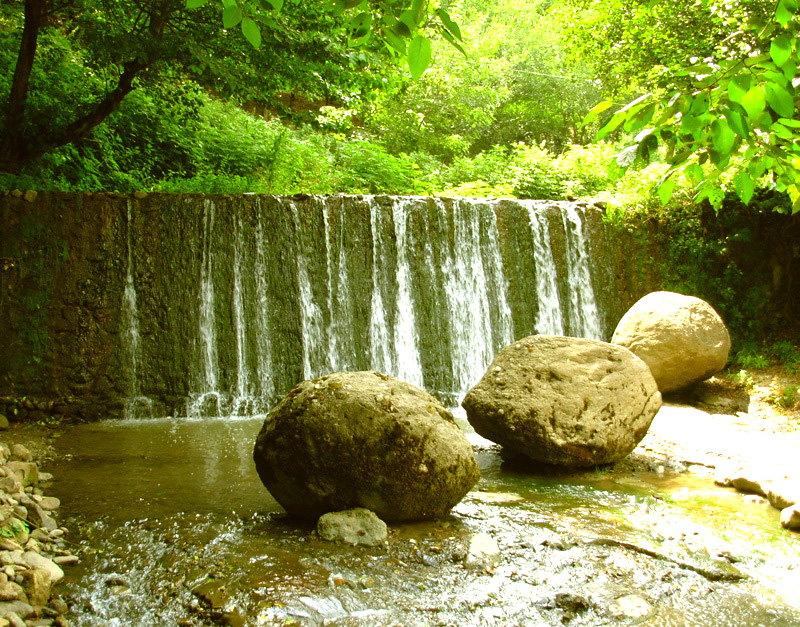
列里克區
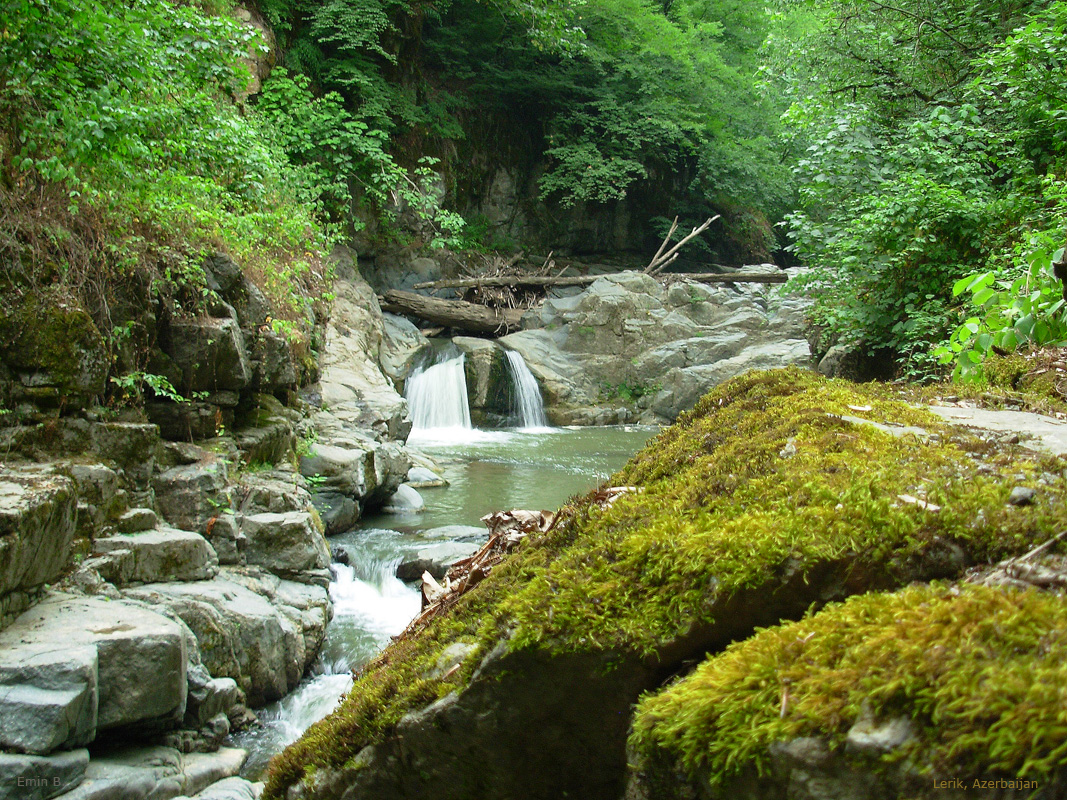
列里克區
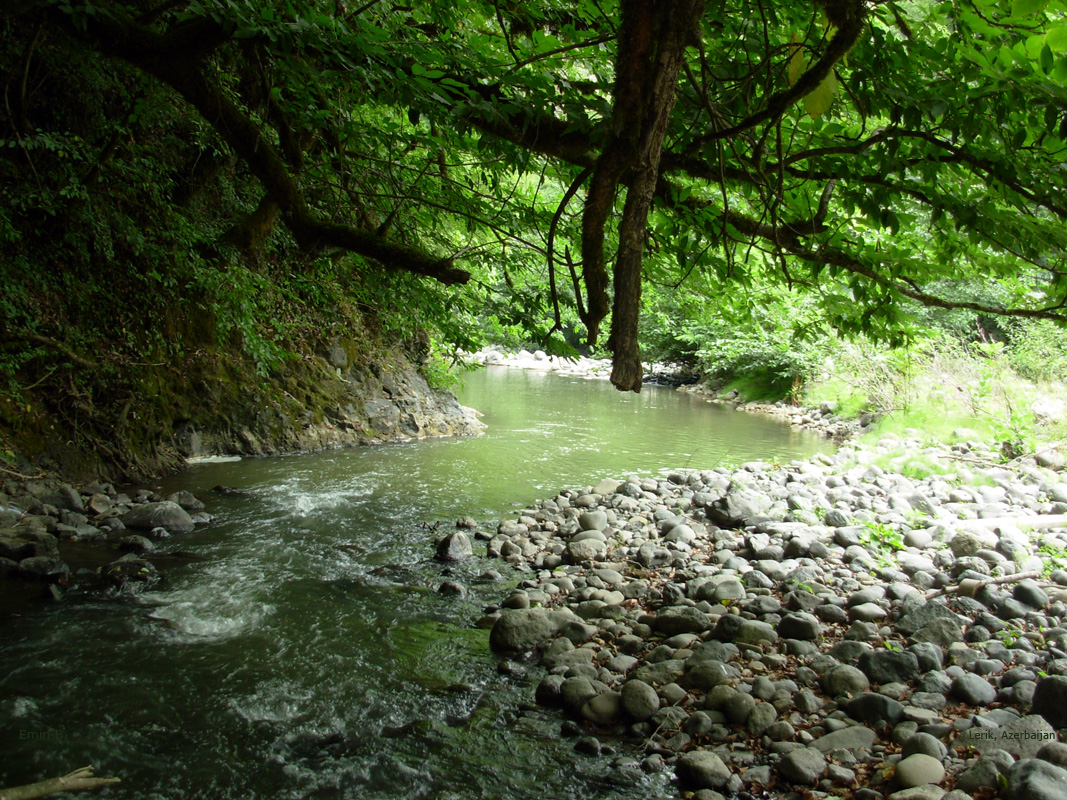
列里克區